# Microsoft Pivot
 (septembre 2020).
Si vous disposez d'ouvrages ou d'articles de référence ou si vous connaissez des sites web de qualité traitant du thème abordé ici, merci de compléter l'article en donnant les références utiles à sa vérifiabilité et en les liant à la section « Notes et références ».
Microsoft Pivot est un concept de navigateur web développé par Microsoft et sorti en version de présentation non définitive en 2009. Celui-ci reprend les caractéristiques, comme son moteur graphique. Il nécessite d'ailleurs la présence d'Internet Explorer version 8 pour fonctionner dans sa version non définitive.

## Principe
Pivot est un navigateur web classique et reprend la plupart des fonctionnalités actuellement présentes sur les produits concurrents : navigation par onglet, galerie de miniatures (comme Speed Dial sur Opera), etc.
Toutefois Pivot est novateur sur un point puisqu'il oriente l'utilisateur dans ses recherches même s'il ne sait pas exactement ce qu'il cherche. Pour ce faire il utilise le moteur de recherche Bing qui lui propose des résultats fréquents et l'utilisateur peut appliquer par la suite des filtres réduisant le nombre de résultat (année de mise en service pour une voiture, couleur pour un meuble, etc.).

## Nouveautés
Par rapport à Internet Explorer, Pivot incorpore les nouveautés suivantes :
- Utilisation de la carte graphique pour générer le rendu de la page web.
- Utilisation de filtres différents pour chaque objet recherché (les filtres proposés pour une voiture sont différents de ceux proposés pour un joueur de football par exemple).